# Swimming with Sharks (Fernsehserie)
Swimming with Sharks (englisch für „mit den Haien schwimmen“) ist eine amerikanische Miniserie von Kathleen Robertson für den Roku Channel. Sie basiert auf dem im Original gleichsprachigen Film Unter Haien in Hollywood aus dem Jahr 1994 über den Assistenten eines Filmproduzenten. Diese Rollen sind in der Serie geschlechtergetauscht mit Kiernan Shipka und Diane Kruger besetzt.

## Handlung
Die knallharte Karrieristin Joyce Holt ist die CEO des Filmproduktionsunternehmens Fountain Studios. Sie kämpft derzeit darum, die Filmrechte an den beliebten Büchern „Wanderlust Chronicles“ von Meredith Lockhart zu erhalten, und hofft darauf, dass der schwerkranke Vorstandsvorsitzende Redmond, der in seinen Vorstellungen festgefahren ist und sie mit Demütigungen quält, endlich sterben wird, damit sie ausländische Investoren ins Boot holen kann. Privat versucht sie, mit ihrem Mann, dem Künstler Miles, durch künstliche Methoden ein Kind zu bekommen. Lou Simms, eine neue Praktikantin, gibt sich als unscheinbares Landei aus Colorado, doch hinter der Fassade nutzt sie gerissene Tricks und Manipulationen, um über diejenigen, die über ihr stehen, Joyce Stück für Stück näher zu kommen. Denn sie war früher in einem Rehabilitationszentrum und ist, seit sie dort immer wieder eine Motivationsrede von Joyce angeschaut hat, von dieser und ihrem Aufstieg besessen.
So verschafft Lou, indem sie Meredith auf einer Toilette verführt, Joyce die Filmrechte. Nach einer Premierenparty wird Alex, einer von Joyce’ Assistenten, mit einer Überdosis Drogen tot aufgefunden, wodurch Lou befördert wird. Der zweite Assistent Travis wird darauf aber misstrauisch und überprüft ihren Hintergrund, allerdings ist nichts über eine Lou Simms zu finden. Sie beginnt eine Freundschaft mit dem Produktionsleiter Marty Bruhl und sorgt für einen Bruch zwischen Joyce und Miles. Nachdem sie auf seiner Vernissage-Eröffnung dabei ist, wie Joyce nach ihrer letzten Chance auf eine erfolgreiche künstliche Befruchtung ihre Blutung bekommt, fahren die beiden Frauen weg in ein Strandhaus, wo sie mit einem jungen Mann über eine Dating-App sexuelle Fantasien ausprobieren, auch miteinander. Lou erpresst Redmond, als dieser verlangt, dass die männliche Hauptrolle des Films nicht mit einem Schwarzen besetzt wird, mit einer Aufnahme seiner Tirade und sorgt dafür, dass Travis seine Medikamenten versehentlich Joyce’ Hund verabreicht, wodurch der Hund fast stirbt und Travis entlassen wird. Travis engagiert daraufhin einen Privatdetektiv, der Lous wahre Identität ermittelt: April Mace. Sie hatte nach dem Suizid ihrer Mutter, die ihr immer versprochen hatte, mit ihr nach Hollywood zu gehen, einen Nervenzusammenbruch.
Lou bietet Joyce eine Eizellenspende an, durch die sie endlich schwanger wird, und geht an ihrer Stelle zu einem Treffen mit Meredith, die nach ihrer Einschüchterung wütend Marty über ihre erste Begegnung mit Lou aufklärt. Travis, der bereits die Polizei kontaktiert hat, informiert Marty über Lou und dieser darauf Joyce. Als die Polizei bei ihr auftaucht, flieht Lou gerade rechtzeitig und geht zu Redmond, den sie, wie Joyce ihr mal als Scherz vorgeschlagen hatte, tötet, weil er ihr nicht helfen will. Ihr Auto wird am Strand gefunden, aber nicht sie. In den Medien leugnet Joyce, Lou gekannt zu haben.
Drei Monate später, als Joyce und Miles von der Premierenfeier zu Merediths Film nach Hause kommen, ist Lou dort. Sie sagt, sie habe doch alles für Joyce getan, und schießt Miles in den Arm. Joyce lässt sie gehen, bevor sie die Polizei ruft, worauf Lou wegläuft und auf das Hollywood Sign steigt, um zu springen.

## Besetzung und Synchronisation
Die deutschsprachige Synchronisation entstand nach Dialogbüchern von Gabi Voussem und unter der Dialogregie von Clemens Gerhard durch das Studio Synchron Hamburg.
| Rolle             | Darsteller        | Synchronsprecher  |
| ----------------- | ----------------- | ----------------- |
| Lou Simms         | Kiernan Shipka    | Franciska Friede  |
| Joyce Holt        | Diane Kruger      | Stephanie Kellner |
| Marty Brühl       | Finn Jones        | Patrick Stamme    |
| Miles Bresson     | Gerardo Celasco   | Roman Rossa       |
| Meredith Lockhart | Erika Alexander   |                   |
| Travis            | Thomas Dekker     |                   |
| Alex              | Ross Butler       |                   |
| Redmond           | Donald Sutherland | Jürgen Kluckert   |

## Entstehung und Ausstrahlung
Die Serie wurde von der Schauspielerin Kathleen Robertson entwickelt, nachdem sie 2016 von Lions Gate um ein Reboot des gleichnamigen Films von 1994 angefragt wurde. Sie war von der Idee zunächst nicht angetan, bis sie darauf kam, die Geschlechter der Hauptrollen zu tauschen. Erst als dies von dem Studio gebilligt wurde, begann sie das Drehbuch zu schreiben. Robertson erklärte die Entscheidung: „Der einzige Weg, der sich für mich anfühlte, es wert zu sein, umgesetzt zu werden, ist, wenn es aus einer weiblichen Perspektive wäre.“ 2019 wurde sie kontaktiert, dass Jeffrey Katzenberg es gelesen habe und sie für den Videoanbieter Quibi umsetzen wollte. Die Serienbestellung für Quibi erfolgte im November 2019. Mit Produktionsbeginn im Februar 2020 wurden in den führenden Rollen Diane Kruger und Kiernan Shipka besetzt. Robertson kämpfte darum, dass die Serie vor Ort in Los Angeles gedreht werden konnte. Die Produktion musste allerdings aufgrund der COVID-19-Pandemie für etwa acht Monate unterbrochen werden. Nachdem die Haupt-Dreharbeiten abgeschlossen waren, erhielt Robertson, während zusätzliches Material für Werbezwecke gedreht werden sollte, die Nachricht, dass Quibis eingestellt wird. Ihr wurde daraufhin vorgeschlagen, aus der Serie einen Spielfilm zu machen, sie aber bat darum, sie in ein halbstündiges Format umzuwandeln, welches von Roku neu bestellt wurde. Die Einstellung Quibis geschah im Dezember 2020, worauf dessen Inhalte, auch bislang unveröffentlichte, an Roku verkauft wurden. Dort erschien die sechsteilige Serie beim Roku Channel vollständig am 15. April 2022; in Deutschland wird sie seit dem 28. April bei MagentaTV wöchentlich veröffentlicht.

## Rezeption
Daniel Fienberg von Hollywood Reporter beschreibt die Serie kritisch wie folgt: „Anstatt direkt die aktuelle kulturelle Landschaft anzusprechen und zu dekonstruieren, zu erforschen, wie die Dinge so übel werden konnten und einen düsteren satirischen Blick zu bieten, wie sie sich ändern könnten, ist Swimming with Sharks tatsächlich eine schwarze Komödie über erotische Besessenheit mit einem Unterton über psychische Erkrankung, der noch kürzer abgefertigt wird als Hollywoods Machtdynamiken.“
Daniel d’Addario von der Variety bemängelt, dass die Serie wenig Neues zu bieten und nicht viel Interessantes zu sagen habe über die Dynamik in Hollywood zwischen höheren Tieren und Untergebenen. Es existiere der Ansatz einer Idee, dass die Kette von Missbrauch bis zur Spitze der Industrie reiche und Joyce sowohl Täterin und Opfer sei. Doch von allem, was über Macht gesagt werden, sei, einfach zu sagen, dass sie gefährlich ist, nicht gut genug.
In einer deutschen Rezension schreibt Hannah Huge von Serienjunkies, die Serie liefere einen wunderbaren Start in das sagenumwobene Haifischbecken Hollywoods. „Dabei kommt eine klischeehafte, überspitzte Seriensoap raus, die unheimlich viel Spaß macht und zum Bingen einlädt. Diane Kruger und Kiernan Shipka haben sichtlich Spaß in dem Kampf um Macht, Liebe und Einfluss, gepaart mit einem starken Spritzer sexueller Spannung. Donald Sutherland liefert zusätzlich den feinen Humor als schmieriger und übergriffiger alter weißer Mann Hollywoods, der mit Kruger über Lachs und andere deutsche Ausdrücke scherzt.“ Großartige Sets, gute Kamera und ein feines Gespür für knisternde Spannung würden ein handwerklich absolut überzeugendes Werk abliefern. Allerdings ende die Mixtur in der üblichen Femme-fatale-Manie, sodass die zu Beginn existente Faszination im actionreichen Finale untergehe.